# 美國陸軍協會
美国陆军协会( Association of the United States Army，AUSA ) 是一个私营的非营利组织，也是一個與美国陆军有關的利益團體。 它成立于1950 年，在全球拥有121个分会。所有人都能申請加入会员。该组织出版ARMY杂志和绿皮书并经营陆战研究所。